# 安田隆 (俳優)
安田 隆（やすだ たかし、1935年11月13日 - 1988年12月5日）は日本の元男性俳優、声優。妻は女優の阿部光子。

## 人物
静岡県立浜松商業高等学校卒業 。劇団東芸、プロダクション森、江崎プロダクションに所属していた。旧芸名は安田 隆久。本当の誕生日は10月13日だが、満州に渡った父から名前が送られてくるのに時間がかかり、届出は11月13日となった。
趣味・特技は野球、釣り。

## 出演作品

### テレビドラマ
- ポーラ名作劇場 第24回「幻のダンゴ」（1963年）
- ウルトラマン 第13話「オイルSOS」（1966年、TBS / 円谷プロ） - 製油所の消防隊員
- 戦え! マイティジャック 第15話「死人の館に突入せよ!」（1968年、CX / 円谷プロ）
- 特別機動捜査隊（NET）
  - 第142話「濁った河」（1964年）
  - 第355話「女の四季」（1968年）
  - 第379話「決闘」（1969年）
  - 第438話「汚れたウエディング・ドレス」（1970年）
  - 第528話「その拳銃を追え」（1971年） - 吉野
- 大河ドラマ（NHK）
  - 太閤記（1965年） - 毛受勝兵衛
  - 樅ノ木は残った（1970年） - 刺客
- ライオン奥様劇場 男の償い（1972年 / CX）
- 荒野の用心棒 第30話「死神の刃は闇を裂いて…」（1973年、NET / 三船プロ） - 中切の政
- 子連れ狼 第二部 第13話「赤猫まねき」（1974年 / 日本テレビ・ユニオン映画）
- 破れ傘刀舟 悪人狩り（NET）
  - 第28話「悪の花が飛んだ」（1975年） - 杉立伊兵衛
  - 第68話「大奥乱れ花」（1976年） - 相川哲之進
- 太陽にほえろ!（日本テレビ / 東宝）
  - 第91話「おれは刑事だ」（1974年）
  - 第624話「張り込み」（1984年）
- 大江戸捜査網（12ch / 三船プロ） 
  - 第287話「連続放火魔の謎」（1977年）
  - 第392話「連続誘拐事件の謎」（1979年）
- 破れ奉行（テレビ朝日 / 中村プロ）
  - 第4話「熱風!黄金地獄館」（1977年）
  - 第13話「人買い! 女地獄船」（1977年） - 中富哲三郎
  - 第18話「炎の女囚狩り」（1977年） - 源蔵
  - 第31話「暗黒街の悪の花」（1977年） - 河上左次馬
- 東芝日曜劇場 / 松本清張おんなシリーズ・張込み（1978年 / TBS）
- 破れ新九郎 第4話「ここは地獄の一丁目」（1978年 / テレビ朝日・中村プロ） - 寅松
- 半七捕物帳 第25話「十五夜御用心」（1979年 / テレビ朝日）
- 東芝日曜劇場 / 女たちの忠臣蔵（1979年12月9日 / TBS） - 長吉の長屋の住人
- 東芝日曜劇場 / 小ぬか雨（1980年 / TBS） - 下っ引き
- 鬼平犯科帳 第17話「見張りの糸」（1980年 / テレビ朝日）
- 柳生新陰流 第9話「徳川一族骨肉の争い」（1982年 / テレビ東京・中村プロ）
- 東芝日曜劇場 / おんなの家 その十二（1982年4月4日 / TBS） - 客
- ザ・ハングマンV 第26話「アベック強盗が海外逃亡を夢みた!」（1986年、朝日放送 / 松竹芸能）
- 特捜最前線 第486話「涼子・夢に縋った女!」（1986年 / テレビ朝日）
- 年末時代劇スペシャル 忠臣蔵・女たち・愛（1987年12月28日 / TBS）

### 映画
- 幕末（1970年） - 巧尾

### テレビアニメ
- 鉄人28号 (テレビアニメ第1作)（1963年）
- 遊星仮面（1966年） - キニスキー
- 怪物くん（1968年）
- ウメ星デンカ（1969年）
- 忍風カムイ外伝（1969年） - 木樵、追手
- アンデルセン物語（1970年）
- あしたのジョー（1971年）
- アニメンタリー 決断（1971年）
- ゴルゴ13（1971年）
- 珍豪ムチャ兵衛（1971年）
- 樫の木モック（1972年） - 門番
- 家なき子（1977年）
- 科学忍者隊ガッチャマンII（1978年 - 1979年） - スガタ、ホーソン
- ルパン三世 (TV第2シリーズ)（1978年 - 1980年）
- 科学忍者隊ガッチャマンF（1979年） - スガタ博士、ゴン
- ニルスのふしぎな旅（1980年） - セルカ
- ベルサイユのばら（1980年）
- あしたのジョー2（1981年）
- 六神合体ゴッドマーズ（1981年 - 1982年） - ゴア 他
- 名犬ジョリィ（1981年） - 司祭
- 科学救助隊テクノボイジャー（1982年） - 男
- スペースコブラ（1982年 - 1983年）
- 逆転イッパツマン（1982年） - シェイクスピア
- 魔法のプリンセス ミンキーモモ（1982年） - 鏡
- 南の虹のルーシー（1982年） - フレッド
- 魔法の妖精ペルシャ（1984年） - マネージャー
- 夢の星のボタンノーズ（1985年） - 時計屋

### OVA
- 麻雀飛翔伝 哭きの竜（1988年） - 川地幸一
- 麻雀飛翔伝 哭きの竜 竜狼編（1990年） - 川地幸一

### 吹き替え

#### 映画
- 青い誘惑
- E.T.（キーズ〈ピーター・コヨーテ〉）※VHS・BD版
- インカ王国の秘宝
- 宇宙からのツタンカーメン（カリル・アブドラ博士）
- オフサイド7
- 昨日・今日・明日 ※TBS版
- キョンシークエスト1 妖怪一家の大冒険（タン道士）
- 決死圏SOS宇宙船
- ゴリラ（ベイカー〈エド・ローター〉[5]）※TBS版
- コンドル（ハロルド）※テレビ朝日旧録版
- サザン・コンフォート/ブラボー小隊 恐怖の脱出（猟師〈ブライオン・ジェームズ〉）※毎日放送版
- サンゲリア（編集長〈ルチオ・フルチ〉、アンの父親〈ウーゴ・ボローニャ〉）※TBS版
- サンダーアーム/龍兄虎弟（魔王）※フジテレビ版
- 料理長殿、ご用心 ※テレビ朝日版
- シャーキーズ・マシーン（ジョー・ティップス〈ジョセフ・マスコロ〉）
- 邪拳迫る!死守せよ少林寺秘伝（チーサン〈スン・ユエ〉）
- ジャッキー・チェンの飛龍神拳（チャン〈ジェームス・ティエン〉）
- 十字架の用心棒（男3・5）
- 勝利への脱出
- シルバー・ブリット/死霊の牙（オーウェン〈ローレンス・ティアニー〉）
- スーパーマン（大尉）※テレビ朝日旧録版
- スター・ウォーズ エピソード4/新たなる希望（ジェイク・ポーキンス〈ウィリアム・フットキンス〉）※日本テレビ版1、（モッティ提督〈リチャード・ルパルメンティエ〉）※日本テレビ版2
- ダーティ・チェイサー/凶悪犯死の大逃走500キロ
- ダーティハリー4（クルーガー）
- ダーティ・メリー/クレイジー・ラリー（ハンク）※フジテレビ版
- 大統領の陰謀（クラーク・マグレガー）
- 戦うヘリコプター 地獄のアクション・フライト ※TBS版
- 脱走山脈（ハラー大佐の副官）※TBS版
- 007/ゴールドフィンガー（ジョニー）※日本テレビ版
- 007/ダイヤモンドは永遠に（ミスター・キッド〈パッター・スミス〉）※TBS旧録版
- 誕生日はもう来ない（ファラディ医師〈グレン・フォード〉）
- チャイナ・シンドローム
- 超能力学園Z（バーニーの父〈ロジャー・ボーウェン〉）
- ドラゴン修行房（ライバル道場主〈ライ・シュン〉）
- ドラゴン特攻隊（玄徳元帥〈ポール・チャン〉）※日本テレビ版
- ナイスガイ・ニューヨーク ※フジテレビ版
- ナインハーフ（ファーンズワース）
- ナバロンの要塞 ※テレビ東京版
- ハックルベリー・フィンの冒険（ハックルベリーの父〈ランス・ハワード〉）
- ハンキー・パンキー
- 悲愁（ホテルフロント係）
- ビバリーヒルズ・コップ（ザック〈ジョナサン・バンクス〉）※テレビ朝日版
- ファイナル・カウントダウン ※テレビ朝日版
- フィラデルフィア・エクスペリメント（ベイツ保安官〈ジョー・ドーシー〉）※フジテレビ版
- 復讐無頼/狼たちの荒野（ミゲル）
- ブルーサンダー（モンタナ〈ジョー・サントス〉）※テレビ朝日版
- 炎のランナー（サザーランド公爵）
- マイ・フェア・レディ ※TBS版
- マイ・ラブ（シャルル〈シャルル・ジェラール〉）
- ミニミニ大作戦 ※機内上映版
- 未来警察
- 野獣暁に死す（モレノ）※テレビ東京版
- 野獣捜査線（ドラート〈デニス・ファリーナ〉）
- 野生のエルザ（ヌル）※TBS版
- 野生の叫び（オリー〈ジェームズ・バーク〉）
- 郵便配達は二度ベルを鳴らす
- 48時間 ※日本テレビ旧録版
- 霊幻道士2 キョンシーの息子たち!（警部〈ジェームス・ティエン〉）
- ロッキー（ガッツォ〈ジョー・スピネル〉）
- ロッキー2（ガッツォ〈ジョー・スピネル〉）
- 若き勇者たち（ベラ大佐〈ロン・オニール〉）
- ワンス・アポン・ア・タイム・イン・アメリカ ※テレビ朝日版

#### ドラマ
- アメリカン・ヒーロー
- 宇宙大作戦（コロス船長〈ウィリアム・キャンベル〉、タル副官）
- 奥さまは魔女 ※第205話
- 女刑事レディブルー
- 頑固じいさん孫3人（警官）
- シャーロック・ホームズの冒険 空き家の怪事件（男1）
- 超音速攻撃ヘリ エアーウルフ シーズン3 #17（コルヴェッティ部長刑事）
- 特捜班CI-5
- ナイトライダー
  - シーズン1 #10（アル・ファーラン〈ラモン・ビエリ〉）
  - シーズン2 #4（ルイス・R・ガストナー〈ジョン・ミルフォード〉）
  - シーズン4 #14（エイリエル・マーストン〈ハード・ハートフィルド〉）
- 特攻野郎Aチーム シーズン3 #6（ホイット・プラマー）
- 冒険野郎マクガイバー シーズン1 #17（中尉〈ロン・ギルバート〉）
- レース 華麗なる愛の罠（ジュネスト医師〈アンソニー・クエイル〉）

#### 人形劇
- サンダーバード（エンパイア救助本部ベネット、ケニヨン、チャンドラー）

### 人形劇
- ひょっこりひょうたん島（ホウザエモン）